# Miltochrista postnigra
Miltochrista postnigra är en fjärilsart som beskrevs av George Francis Hampson 1894. Miltochrista postnigra ingår i släktet Miltochrista och familjen björnspinnare. Inga underarter finns listade i Catalogue of Life.